# 鍋屋上野村
鍋屋上野村（なべやうえのむら）は、愛知県愛知郡にあった村。現在の名古屋市千種区の一部にあたる。

## 地理
濃尾平野東部の丘陵地帯に位置していた。
- 河川：矢田川[2]

## 歴史
- かつて狩津村と称され、北方に田畑・村落が所在したが、のちに南方の平山に移転し上野と称された[2]。
- 享保14年（1729年）尾張藩の塩硝蔵が末森村から当村萱場池付近に移転した[2]。
- 1876年（明治9年）一部が千種村となる[2]。
- 1889年（明治22年）10月1日、町村制の施行により、愛知郡千種村字愛宕前・弦月（一部）と西春日井郡鍋屋上野村が合併して村制施行し、愛知郡鍋屋上野村が発足[1][2]。旧村名を継承した鍋屋上野、千種の2大字を編成[2]。
- 1902年（明治35年）塩硝蔵跡地に名古屋陸軍兵器支廠（陸軍兵器廠）が設置された[2]。
- 1906年（明治39年）5月10日、愛知郡田代村と合併し、東山村を新設して廃止された[1][2]。合併後、東山村鍋屋上野・千種となる。

### 地名の由来
次の諸説あり。
1. 寛永年間頃、鋳物師頭・鍋屋水野太郎左衛門が当地に居住したことから。
2. 春日井郡、丹羽郡にも上野村が存在したため、鍋屋上野と称した。

## 産業
- 農業[2]

## 教育
- 1874年（明治7年）永弘院に山田学校分校上野学校開校[2]。1880年（明治13年）上野小学校と改称[2]。